# Teatro nazionale di Cuba
Il Teatro nazionale di Cuba è un edificio teatrale che si trova nella Plaza de la Revolución de L'Avana.

## Storia
La compagnia Teatro Nacional de Cuba venne creata per scopi propagandistici e artistici nel 1953, sei anni prima della rivoluzione cubana che rovesciò il regime del dittatore Batista nel 1959. Il rivoluzionario Teatro Nacional aveva anche un dipartimento di folclore con un periodico Actas del folklore.
Prima dell'attuale edificio, il teatro nazionale di Cuba era considerato il Gran Teatro de La Habana ribattezzato Teatro García Lorca dopo la rivoluzione cubana.

## Costruzione
La costruzione dell'edificio iniziò nel 1951 e terminò nel 1979. L'inaugurazione, avvenuta il 13 settembre 1979, ospitò un galà per le delegazioni presenti al VI Summit del Movimento dei paesi non allineati che si celebrava a L'Avana in quel periodo.
Il teatro è situato in un grande edificio moderno, decorato con opere di artisti cubani e con due sale teatrali principali, la Sala Avellaneda (con 2.254 posti a sedere e che prende il nome da Gertrudis Gómez de Avellaneda) e la Sala Covarrubias (con 805 posti a sedere, dal nome dell'attore Francisco Covarrubias), nonché uno spazio più piccolo per laboratori teatrali situato al nono piano.